# Néopsychanalyse
 (juin 2023).
Si vous disposez d'ouvrages ou d'articles de référence ou si vous connaissez des sites web de qualité traitant du thème abordé ici, merci de compléter l'article en donnant les références utiles à sa vérifiabilité et en les liant à la section « Notes et références ».
La néopsychanalyse ou neopsychanalyse est une technique psychothérapeutique désignée ainsi par Harald Schultz-Hencke, médecin allemand qui après une initiation à la psychanalyse, notamment avec une analyse chez Sandor Rado s'est détourné de la théorie freudienne contestant surtout la place qu'y trouvait la sexualité. Ce même psychiatre avait collaboré à l'Institut Göring qui s'était distingué par sa collaboration avec le régime nazi, et avec Matthias Göring et par le fait qu'il refusait l'adhésion à des psychothérapeutes ou psychanalystes juifs.
Dans un de ses ouvrages, le Dr Schultz-Hencke avait affirmé que toute psychothérapie devait se soumettre au principe leibnizien que « toute science doit s'exprimer en termes mathématiques ». Cela implique que même une jeune science doit tendre vers ce but. Dans cette perspective, Schultz-Hencke a analysé tous les concepts freudiens et en a éliminé tous ceux qui ne répondraient pas à ce précepte ou qui, selon lui, ne pourraient jamais y répondre, comme la sexualité infantile, par exemple. C'est en ce sens la vision dualiste de la psychanalyse freudienne qui est remise en cause en faveur d'une vision moniste (et ne comportant donc pas de notions de conflits entre instances psychiques, par exemple). Schultz-Hencke voulait aussi soumettre la notion de Complexe d'Œdipe aux statistiques. Dans une certaine mesure, ce type de critiques rejoint celles d'un Karl Popper ou d'autres plus modernes qui prônent avant tout les analyses quantitatives et donc statistiques,.
La technique de traitement prônée par Schultz-Hencke a ensuite été développée par, entre autres, Helmut Bach puis s'est progressivement démarquée des idées de son fondateur pour constituer une forme de psychanalyse se démarquant des pratiques imposées par l'IPA. Des psychothérapeutes comme Franz Alexander, Karen Horney, René Laforgue et Erich Fromm y ont contribué notablement. La controverse historique sur la collaboration de Schultz-Hencke à l'Institut Göring a alors pris du champ.